# Richwood (Luisiana)
Richwood é uma cidade  localizada no estado americano de Luisiana, na Paróquia de Ouachita.

## Demografia
Segundo o censo americano de 2000, a sua população era de 2115 habitantes.
Em 2006, foi estimada uma população de 2094, um decréscimo de 21 (-1.0%).

## Geografia
De acordo com o United States Census Bureau tem uma área de
6,0 km², dos quais 6,0 km² cobertos por terra e 0,0 km² cobertos por água.

## Localidades na vizinhança
O diagrama seguinte representa as localidades num raio de 16 km ao redor de Richwood.